# Barão Vermelho
Barão Vermelho é uma banda de rock brasileira formada em 1981 no Rio de Janeiro, originalmente composta por Cazuza (vocalista e principal letrista), Frejat (guitarrista), Dé Palmeira (baixista), Maurício Barros (tecladista) e Guto Goffi (baterista). Com diversos sucessos, como "Pro Dia Nascer Feliz", "Bete Balanço", "Por Você", "Puro Êxtase", entre outros, a banda faz parte do Quarteto Sagrado do rock brasileiro da década de 1980, ao lado das bandas Legião Urbana, Os Paralamas do Sucesso e Titãs, considerada uma das mais importantes e influentes do rock brasileiro, além de ser responsável por popularizar o gênero na mesma década.
Desde a saída de Cazuza, em 1985, a banda passou por várias mudanças em sua formação, sendo o baterista Guto Goffi o único a se fazer presente em todas elas. Atualmente, a banda é composta por: Rodrigo Suricato, Maurício Barros, Guto Goffi e Fernando Magalhães.

## Carreira

### Anos 80

##### Primeiros anos e formação original (1981 - 1985)

A formação original do Barão Vermelho com o produtor Ezequiel Neves, abraçado por Cazuza.

Após assistirem a um show da banda Queen no Estádio do Morumbi, em São Paulo, surgiu o desejo em Guto Goffi e Maurício Barros de formarem uma banda. Em outubro de 1981, os dois estudantes do Colégio da Imaculada Conceição, no Rio de Janeiro, escolheram o nome: Guto sugeriu e Maurício concordou que a banda usaria o codinome do aviador alemão Manfred von Richthofen, principal inimigo dos Aliados na Primeira Guerra Mundial: Barão Vermelho. Dias depois, a dupla se uniu ao baixista Dé Palmeira e o guitarrista Frejat.
Os ensaios ocorriam sempre na casa dos pais de Maurício e como a banda ainda não tinha vocalista, através de uma amiga de escola, Guto conseguiu contato com um vocalista chamado Leo Jaime. No entanto, seu timbre da voz foi considerado suave demais para a sonoridade da banda, fazendo com que seus integrantes não o aprovassem. Leo Jaime não se aborreceu com isso, pois já integrava três bandas, e indicou Cazuza, assim completando o grupo.
O primeiro show aconteceu em novembro de 1981. Em 1982, o som do grupo se espalhou um pouco e agradou muito o produtor Ezequiel Neves e o diretor da Som Livre, Guto Graça Mello. Juntos, eles lançaram a banda e com uma produção baratíssima, em quatro dias de maio, foi gravado o primeiro álbum do grupo, o homônimo Barão Vermelho, lançado em setembro do mesmo ano. Das músicas mais importantes, destacam-se "Down em Mim", "Ponto Fraco", "Todo Amor Que Houver Nessa Vida" e "Bilhetinho Azul". Após uma turnê nacional, a banda voltou ao estúdio, agora por um mês inteiro, e gravou seu segundo álbum, Barão Vermelho 2, lançado em 1983.
Embora o quinteto pudesse ser promissor, as rádios não pensavam assim, e se negavam a tocar suas músicas. Só após Ney Matogrosso gravar "Pro Dia Nascer Feliz", as rádios passam a tocar a versão original do Barão Vermelho. Na mesma época, Caetano Veloso reconheceu Cazuza como um grande poeta e incluiu a música "Todo Amor Que Houver Nessa Vida" no repertório de seu show. A banda começou a ter o destaque que merecia e a repercussão foi tanta, que eles foram convidados para compor a trilha sonora do filme Bete Balanço, dirigido por Lael Rodrigues, em 1984, e seu som se espalhou pelo Brasil. Aproveitando o embalo, o grupo lançou no mesmo ano, seu terceiro disco, Maior Abandonado, conseguindo vender mais de 100 mil cópias em apenas seis meses. O grupo teve uma participação nos cinemas em 1984, com o filme Bete Balanço, onde Cazuza, ainda vocalista na época, compôs o tema do filme.
No mesmo ano, o grupo tocou com a Orquestra Sinfônica Brasileira e foi convidado para abrir os shows internacionais da primeira edição do Rock in Rio, no dia 15 de janeiro de 1985. O show terminou com o hit "Pro Dia Nascer Feliz" e no final do show, Cazuza disse: “Que o dia nasça lindo para todo mundo amanhã. Um Brasil novo, com uma rapaziada esperta”. No mesmo dia, havia acontecido a eleição, ainda indireta, do primeiro presidente civil depois de mais de 20 anos de governo militar.
Após tanto sucesso, estava claro para todos que a carreira da banda estava consolidada. Cazuza já havia expressado o seu desejo de fazer trabalhos solo, e era apoiado por Frejat, contanto que, para isso, ele não abandonasse a banda. A saída, no entanto, anunciada primeiramente ao público no final de um show, foi conturbada, causando uma ruptura na forte amizade que unia Cazuza e Frejat e que só veio a ser reconciliada em 1988. Com a saída, Cazuza ainda levou algumas músicas para seu primeiro álbum solo.

##### Nova formação com Frejat nos vocais (1985 - 1989)
Em 1986, a banda lança seu quarto disco, Declare Guerra , com composições de Arnaldo Antunes e Renato Russo. Porém, o álbum foi boicotado pela Som Livre, que deu preferência a promover a carreira solo de Cazuza. A banda então, sentindo-se abandonada, assinou um contrato com a WEA e lançou em 1987, seu quinto álbum, Rock'n Geral, que contava com a participação mais ativa dos outros membros nas composições. Embora o álbum tenha recebido boas críticas, ele não vendeu mais que 15 mil cópias. No ano seguinte, Maurício deixou a banda.
No entanto apenas com três dos integrantes originais, a banda lançou em 1988, seu sexto álbum, Carnaval, misturando rock pesado e letras românticas. O álbum estourou nas rádios por conta da música "Pense e Dance", da novela Vale Tudo, da Rede Globo, e foi um sucesso absoluto, garantindo ao grupo a oportunidade de abrir a turnê de Rod Stewart no Brasil.
Em 1989, ainda com a popularidade em alta, o grupo lançou seu primeiro disco ao vivo, Barão ao Vivo, gravado nos dias 1, 2 e 3 de junho de 1989 no Damaxoc, em São Paulo. No mesmo ano, a Som Livre lançou a coletânea Melhores Momentos: Cazuza e Barão Vermelho. O álbum também conta com raridades como a canção inédita "Eclipse Oculto" e "Eu Queria Ter Uma Bomba", canção que era encontrada apenas na trilha sonora da novela A Gata Comeu, da Rede Globo. Músicos de turnê e sessão, o guitarrista Fernando Magalhães e o percussionista Peninha foram efetivados.

### Anos 90

Da esq. para a dir: Peninha, Rodrigo Santos, Frejat, Fernando Magalhães e Guto Goffi.

Em 1990, após desentendimentos, o baixista Dé Palmeira deixou o grupo, dando lugar a Dadi Carvalho, ex-membro dos grupos A Cor do Som e Novos Baianos. Ao mesmo tempo, Maurício Barros regressa aos teclados da banda. No mesmo ano, o grupo lançou seu sétimo álbum de estúdio, Na Calada da Noite, que mostra o lado mais acústico do grupo. É nesse álbum que está presente a música "O Poeta Está Vivo"; uma alusão a Cazuza, falecido no dia 7 de julho do mesmo ano, após 5 anos de luta contra a AIDS.
Ainda em 1990, todos os integrantes são apontados como os melhores de suas categorias, e em 1991, a banda é escolhida, por unanimidade de público e crítica da revista Bizz, como a melhor banda do ano.
Também em 1991, a banda foi escolhida para a inauguração do programa Acústico MTV, da MTV Brasil. Em 1991 e 1993, o grupo recebe o Prêmio Sharp de melhor grupo de rock. Também em 1992, o grupo é eleito como a melhor banda do Hollywood Rock daquele ano. No mesmo ano, o baixista Dadi Carvalho foi substituído por Rodrigo Santos.
No dia 13 de outubro de 1999, a banda gravou o especial Balada MTV: Barão Vermelho, gravado no formato semiacústico e com o grupo reforçado por percussionistas e por um naipe de seis sopros de primeira linha. Neste álbum, está presente a versão da canção ''Tente Outra Vez'', de Raul Seixas, que recebeu um arranjo que o grupo reapresentou a uma nova geração de fãs. Do primeiro álbum, lançado em 1982, resgatam o blues "Bilhetinho Azul" e "Todo Amor Que Houver Nessa Vida". ''Pedra, Flor e Espinho'' ganhou um arranjo muito especial, lá pelo meio entra uma seção de flautas ao melhor estilo da Banda de Pífanos de Caruaru e vira um xote, com direito a um solo de violino de Léo Ortiz com um certo acento mouro, uma influência forte na cultura nordestina. O álbum também conta com a canção inédita "Enquanto Ela Não Chegar", composição de Guto Goffi e Maurício Barros.

### Anos 2000

Barão Vermelho ao fim do show no Circo Voador.

Em 2001, após sua apresentação na terceira edição do Rock in Rio, os integrantes resolveram dar uma pausa para desenvolverem projetos pessoais.
A banda retornou às atividades em 2004, com o lançamento de seu 12º álbum de estúdio, também chamado Barão Vermelho, com o rock característico do início da carreira, incluindo hits como "Cuidado" e "A Chave da Porta da Frente".
Nos dias 19 e 20 de agosto de 2005, a banda gravou o primeiro DVD da carreira no Circo Voador, o especial MTV Ao Vivo: Barão Vermelho, que traz a canção inédita "O Nosso Mundo" e a regravação de "Codinome Beija-Flor", com a inclusão da voz de Cazuza pelo telão do show. O álbum fez sucesso e garantiu mais um disco de ouro à banda.
Em 2006, a banda lançou um box com três DVDs, incluindo performances da banda em programas da MTV Brasil. O box conta com contendo dois registros inéditos: o Acústico MTV (1991) e o Balada MTV (1999), além do MTV ao Vivo, gravado e originalmente lançado no ano anterior.
Após uma turnê de dois anos, no dia 12 de janeiro de 2007, a banda fez seu último show no Rio de Janeiro, e seus integrantes passaram a dedicar-se a projetos solo. Antes do segundo hiato, a banda lançou o CD e o DVD com o show histórico na primeira edição do Rock in Rio  e um livro sobre sua carreira.

### 30 anos de carreira (2011)
Em 2012, Frejat e Rodrigo Santos confirmaram através de entrevistas e nas redes sociais o segundo retorno da banda após 5 anos, agora para celebrar seus 30 anos de carreira. Entre as as comemorações, o primeiro álbum da banda foi relançado, agora remixado e remasterizado, com faixas bônus, raridades e uma canção inédita, "Sorte e Azar", que foi encontrada com a voz de Cazuza em fitas dos arquivos da Som Livre. Também ocorreu a turnê durante seis meses, de outubro de 2012 à abril de 2013, denominada "+ 1 Dose". Em março de 2013, um show no Circo Voador contou com a presença do ex-membro Dé Palmeira como convidado especial em algumas canções. Em setembro daquele ano, na abertura do festival Rock In Rio, houve um tributo à Cazuza chamado "O Poeta Está Vivo", organizado por Frejat. Este contou com a reunião dos músicos originais do Barão: Roberto Frejat na guitarra, Dé Palmeira no baixo, Guto Goffi na bateria e Maurício Barros nos teclados. Juntos, eles tocaram "Por Que A Gente É Assim?", "Blues da Piedade" e "Pro Dia Nascer Feliz", este último com todos os cantores que participaram da homenagem.
Estavam previstos nessa época um novo show em parceria com a MTV Brasil, com transmissão ao vivo direto da Praia do Arpoador, no Rio de Janeiro e um documentário, contando a história do grupo, algo que não aconteceu. No fim de 2013, a banda entrou novamente em recesso, sem previsão de volta.
Três anos após a última reunião, no dia 19 de setembro de 2016, o percussionista Peninha faleceu aos 66 anos, vítima de uma hemorragia estomacal. O músico estava internado no Hospital da Lagoa, zona sul do Rio de Janeiro desde o início do mês com problemas digestivos.

### Retorno com nova formação (2017)

Barão Vermelho em nova formação com o Rodrigo Suricato.

No dia 17 de janeiro de 2017, a banda anunciou seu retorno oficial aos palcos, porém, sem a presença de Frejat. Em seu lugar, entra Rodrigo Suricato, líder da banda Suricato, revelada em 2014 no talent show Superstar, da Rede Globo. Frejat também declarou que atualmente não têm interesses profissionais com o grupo e que pretendia se reunir com o Barão quando a banda completasse 40 anos de carreira em 2021, mas isso não estava nos planos dos outros integrantes, que decidiram voltar aos palcos com o novo vocalista. A banda também lançou o documentário planejado em 2013, intitulado Barão Vermelho: Por Que a Gente é Assim?, dirigido por Mini Kerti e que fecha o ciclo de Frejat no grupo.
Em novembro do mesmo ano, o baixista Rodrigo Santos deixa a banda para se dedicar exclusivamente aos seus projetos pessoais.
Em 2018, o grupo lançou "A Solidão Te Engole Vivo", sua primeira música inédita na vozes de Rodrigo Suricato. No ano seguinte, a banda lança o álbum Viva, primeiro álbum de inéditas em 15 anos, com participações especiais de BK' e Letrux.
Nos dias 1º e 2 de junho de 2022, a banda gravou o show Barão 40, que comemora seus 40 anos de carreira, no Teatro Claro Rio, no Rio de Janeiro. O show contou com as participações especiais de Chico César, Frejat, Jade Baraldo e Samuel Rosa. Os registros deram origem a quatro episódios a exibidos pelo Canal Bis em série documental, sendo futuramente disponibilizados no Globoplay, serviço de streaming pertencente ao Grupo Globo. A captação dos números musicais dos dois shows gerou quatro álbuns ao vivo, lançado nas principais plataformas de áudio ao longo do segundo semestre do ano. A turnê comemorativa, que se encerrou em 2024, compilou sucessos da banda com covers de Cazuza, Frejat e outros cantores.
No Rock in Rio de 2024, que celebrou os 40 anos do festival, o Barão tocou e anunciou nova canção com letra de Cazuza. Lançada no mesmo dia da apresentação, em 15 de setembro de 2024, "Do Tamanho da Vida" é uma poesia do antigo vocalista que foi musicada pelos quatro membros da banda. Esta também deu nome à turnê que se iniciou na apresentação. Em 4 de dezembro de 2024, a música ganhou o Prêmio Multishow na categoria de Melhor Rock do Ano, vencendo Dead Fish, Fresno e Black Pantera. Guto Goffi, Maurício Barros e a mãe de Cazuza, Lucinha Araújo, subiram ao palco para receber o troféu e agradecer pela vitória.

## Discografia

### Álbuns de estúdio
- 1982 - Barão Vermelho
- 1983 - Barão Vermelho 2
- 1984 - Maior Abandonado
- 1986 - Declare Guerra
- 1987 - Rock'n Geral
- 1988 - Carnaval
- 1990 - Na Calada da Noite
- 1992 - Supermercados da Vida
- 1994 - Carne Crua
- 1996 - Álbum
- 1998 - Puro Êxtase
- 2004 - Barão Vermelho
- 2019 - Viva

## Integrantes

### Formação atual
- Guto Goffi: bateria (1981–2001; 2004–2007; 2012–2013; 2017–presente) e percussão (1981–1989; 2017–presente)
- Maurício Barros: teclados, vocal de apoio (1981–1988; 1991–2001; 2004–2007; 2012–2013; 2017–presente; membro de turnê/sessão 1990) e voz principal ocasional (2017–presente)
- Fernando Magalhães: guitarra e vocal de apoio (1989–2001; 2004–2007; 2012–2013; 2017–presente; membro de turnê/sessão 1985–1988)
- Rodrigo Suricato: vocal, guitarra e violão (2017–presente)

### Ex-integrantes
- Cazuza: vocal (1981–1985; morreu em 1990)
- Dé Palmeira: baixo e vocal de apoio (1981–1989)
- Dadi Carvalho: baixo (1990–1992)
- Peninha: percussão (1989–2001; 2004–2007; 2012–2013; membro de turnê/sessão 1985–1988; morreu em 2016)[37][38]
- Frejat: guitarra, violão e vocal de apoio (1981–1985), vocal, violão e guitarrra (1985–2001; 2004–2007; 2012–2013)
- Rodrigo Santos: baixo e vocal de apoio (1992–2001; 2004–2007; 2012–2013; 2017)[39][40]

### Músicos de turnê atuais
- Márcio Alencar: baixo e vocal de apoio (2017–presente)[41][42]

### Antigos músicos de turnê
- Sérgio Serra: guitarra (1981–1982)

## Prêmios e indicações

### Prêmio da Música Brasileira[11]
| Ano  | Categoria                                   | Resultado |
| ---- | ------------------------------------------- | --------- |
| 1991 | Melhor grupo de Pop/Rock/Reggae/Hiphop/Funk | Venceu    |
| 1993 | Melhor grupo de Pop/Rock/Reggae/Hiphop/Funk | Venceu    |
| 1995 | Melhor grupo de Pop/Rock/Reggae/Hiphop/Funk | Venceu    |
| 1997 | Melhor grupo de Pop/Rock/Reggae/Hiphop/Funk | Venceu    |
| 2006 | Melhor grupo de Pop/Rock/Reggae/Hiphop/Funk | Venceu    |

### MTV Video Music Brasil
| Ano  | Categoria            | Indicação                          | Resultado |
| ---- | -------------------- | ---------------------------------- | --------- |
| 1995 | Escolha da Audiência | "Daqui Por Diante"                 | Indicado  |
| 1995 | Edição               | "Daqui Por Diante"                 | Indicado  |
| 1995 | Videoclipe de Rock   | "Daqui Por Diante"                 | Indicado  |
| 1996 | Videoclipe de Rock   | "Vem Quente Que Eu Estou Fervendo" | Venceu    |
| 1996 | Fotografia           | "Vem Quente Que Eu Estou Fervendo" | Indicado  |
| 1996 | Edição               | "Vem Quente Que Eu Estou Fervendo" | Indicado  |
| 1996 | Direção              | "Vem Quente Que Eu Estou Fervendo" | Indicado  |
| 1996 | Escolha da Audiência | "Vem Quente Que Eu Estou Fervendo" | Indicado  |
| 1996 | Videoclipe do Ano    | "Vem Quente Que Eu Estou Fervendo" | Indicado  |
| 1997 | Escolha da Audiência | "Amor Meu Grande Amor"             | Indicado  |
| 1997 | Videoclipe de Rock   | "Amor Meu Grande Amor"             | Indicado  |
| 1998 | Escolha da Audiência | "Puro Êxtase"                      | Indicado  |
| 1998 | Videoclipe de Rock   | "Puro Êxtase"                      | Indicado  |
| 1999 | Escolha da Audiência | "Por Você"                         | Indicado  |
| 1999 | Videoclipe de Rock   | "Por Você"                         | Indicado  |
| 1999 | Fotografia           | "Por Você"                         | Indicado  |
| 2006 | Escolha da Audiência | "Codinome Beija-Flor"              | Indicado  |
| 2006 | Performance ao Vivo  | "Codinome Beija-Flor"              | Indicado  |

### Prêmio Multishow
| Ano  | Categoria    | Indicação            | Resultado |
| ---- | ------------ | -------------------- | --------- |
| 1999 | Melhor Clipe | "Por Você"           | Indicado  |
| 2024 | Rock do Ano  | "Do Tamanho da Vida" | Venceu    |